# Anja Kraus
Anja Kraus (* 1967 in Heidelberg) ist eine deutsche Erziehungswissenschaftlerin und Kunstpädagogin. Sie ist Professorin für Kunst- und Kulturpädagogik an der Universität Stockholm.

## Leben
Anja Kraus wuchs in Heidelberg auf. Sie ist Tochter des Mediziners Alfred Kraus, ihre Schwester Kitty Kraus ist bildende Künstlerin.
Nach ihrem Abitur im Jahr 1986 am Kurfürst-Friedrich-Gymnasium in Heidelberg studierte sie Philosophie und Erziehungswissenschaften an der Freien Universität Berlin und Kunstpädagogik an der Universität der Künste Berlin. Von 2003 bis 2013 war sie Juniorprofessorin und Vertretungsprofessorin für Unterrichts- und Schulentwicklung, Sek I an der Pädagogischen Hochschule Ludwigsburg (PHL). Von 2013 bis 2019 arbeitete sie als Assistant and Associate Professor an der Linné-Universität in Växjö. Seit Oktober 2018 ist sie Professorin für Kunst- und Kulturvermittlung an der Universität Stockholm.
Sie gibt Seminare und Workshops an diversen Universitäten in Deutsch, Englisch, Schwedisch und Spanisch.
Anja Kraus leitet das internationale Wissenschaftsnetzwerk Tacit Dimensions of Pedagogy.

## Forschungsinteressen
Ihre Arbeitsschwerpunkte sind Kunst- und Kulturvermittlung, Wissenschaftstheorie und pädagogische Normativität, Pädagogische Lerntheorien, Körperlichkeit in der Schule, Integration künstlerischer Positionen in die empirische Erziehungswissenschaft, Heterogenität in der Schule sowie anthropologische Fragen.
Ihr Interesse gilt pädagogischen Lerntheorien, schweigendem und implizitem Wissen, Körperlichkeit und Heterogenität in der Schule, der Integration künstlerischer Ansätze in didaktische Konzepte und in die empirische Unterrichtsforschung, der Hochschulbildung und Professionalisierung ästhetischen Wissens, der ethnographischen und körperphänomenologischen Methodologie, sozialer Heterogenität, pädagogischen Terminologien in verschiedenen Sprachen sowie anthropologischen Fragen.

## Schriften (Auswahl)

### Als Autorin
- Nihilism, Language and Perception. The Anthropologies of Lacan and Merleau-Ponty. Dissertation, Freie Universität Berlin, 2000, Digitalisat.
- Die „Öhrchen-Installation“ – ein Erhebungsverfahren in der Kindheits- und Schülerforschung. Verlag Dr. Kovac, Hamburg 2007, ISBN 978-3-8300-3284-7.
- Anforderungen an eine Wissenschaft für die Lehrer(innen)bildung. Wissenschaftstheoretische Überlegungen zur praxisorientierten Lehrer(innen)bildung. In der Reihe European Research on Educational Practices. Waxmann, Münster/New York 2015, ISBN 978-3-8309-3219-2.
- Pädagogische Wissensformen in der Lehrer(innen)bildung. Ein performativitätstheoretischer Ansatz. In der Reihe European Research on Educational Practices. Waxmann, Münster/New York 2016, ISBN 978-3-8309-3351-9.
- Der Fake als eine analytische Kategorie der Universitäts-, Schul- und Unterrichtsforschung. In: Thomas Senkbeil, Oktay Bilgi, Dieter Mersch, Christoph Wulf: Der Mensch als Faktizität. Pädagogisch-anthropologische Zugänge. Transcript, Bielefeld 2021, ISBN 978-3-8394-5687-3.

### Als Herausgeberin
- Körperlichkeit in der Schule. Aktuelle Körperdiskurse und ihre Empirie. Band I. In der Reihe Pädagogik: Perspektiven und Theorien. Athena, Oberhausen 2008, ISBN 978-3-89896-340-4.
- Körperlichkeit in der Schule. Aktuelle Körperdiskurse und ihre Empirie. Band II. In der Reihe Pädagogik: Perspektiven und Theorien. Athena, Oberhausen 2009, ISBN 978-3-89896-383-1.
- Körperlichkeit in der Schule. Aktuelle Körperdiskurse und ihre Empirie. Band III. In der Reihe Pädagogik: Perspektiven und Theorien. Athena, Oberhausen 2010, ISBN 978-3-89896-407-4.
- Körperlichkeit in der Schule. Aktuelle Körperdiskurse und ihre Empirie. Band IV: Heterogene Lernausgangslagen. In der Reihe Pädagogik: Perspektiven und Theorien. Athena, Oberhausen 2011, ISBN 978-3-89896-456-2.
- Körperlichkeit in der Schule. Aktuelle Körperdiskurse und ihre Empirie. Band V: Sexualität und Macht. In der Reihe Pädagogik: Perspektiven und Theorien. Athena, Oberhausen 2012, ISBN 978-3-89896-502-6.
- mit Jürgen Budde, Maud Hietzge, Christoph Wulf: Handbuch schweigendes Wissen. Erziehung, Bildung, Sozialisation und Lernen. 2. überarb. Auflage, Beltz Juventa, Weinheim 2021, ISBN 978-3-7799-6498-8.